# Bibliothèque Le Prévost
La Bibliothèque Le Prévost est une bibliothèque de Montréal située dans l'arrondissement de Villeray–Saint-Michel–Parc-Extension. Elle occupe une partie de l'édifice du Centre communautaire Patro Le Prévost, au 7355, avenue Christophe-Colomb. 

## Histoire

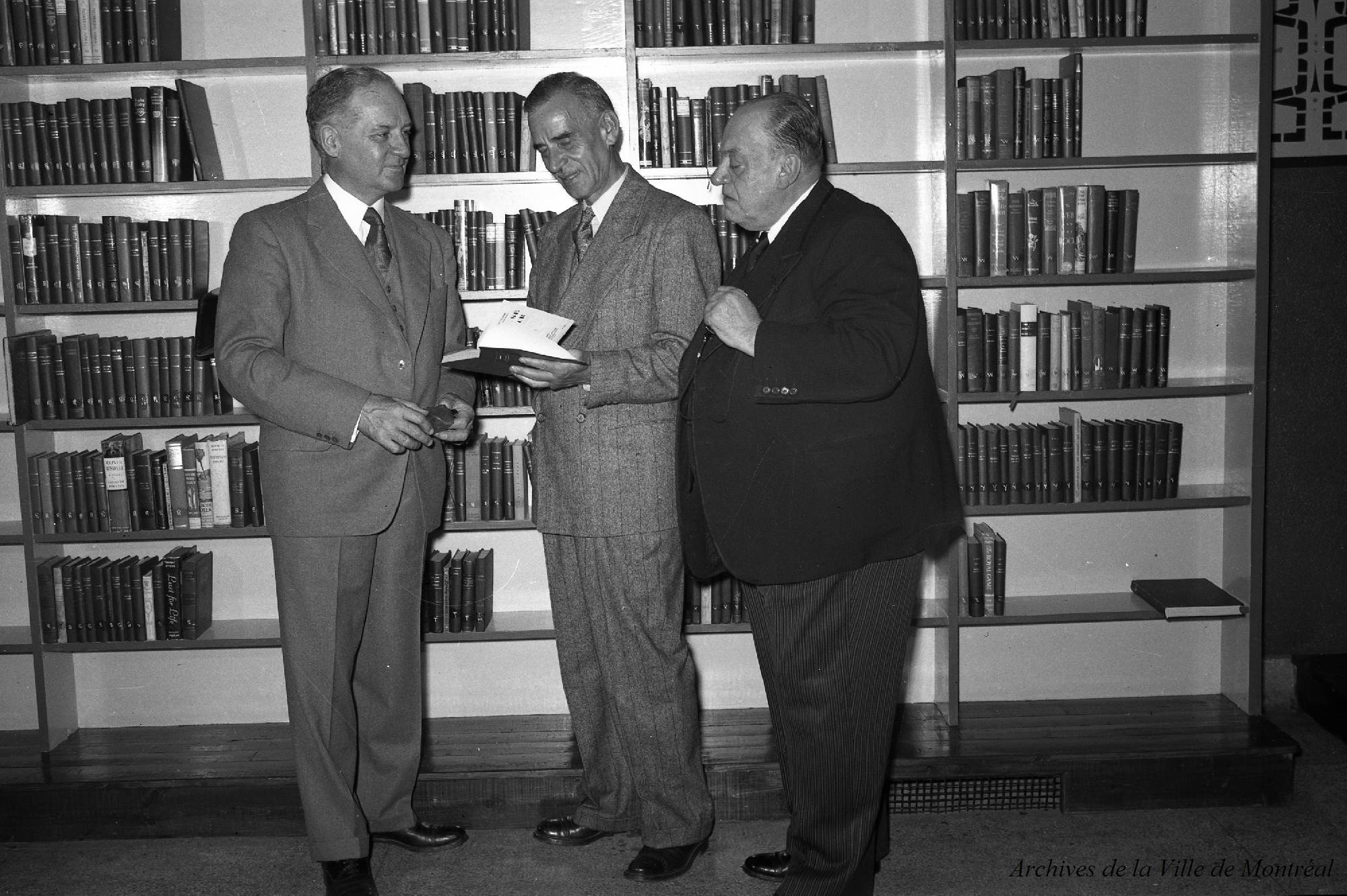
Inauguration de la bibliothèque Shamrock, 1947

Au coin Christophe-Colomb et Everett, de 1906 à 1977, était autrefois situé l’Orphelinat Saint-Arsène. En 1977, l’édifice passe au feu et est racheté par la Ville de Montréal, qui la rénove pour abriter le Centre communautaire Patro Le Prévost, incluant la Bibliothèque Le Prévost. La Bibliothèque ouvre donc ses portes en 1983 dans le quartier Villeray.
Lors de son inauguration en 1947 par le maire Camilien Houde, la Bibliothèque Le Prévost était située dans l'édifice du Marché Jean-Talon et portait le nom de bibliothèque Shamrock. Elle a été l'une des premières bibliothèques de quartier de la Ville de Montréal,.
Le Patro Le Prévost est une oeuvre des Religieux de Saint-Vincent-de-Paul, fondée en 1909. 
Aujourd'hui, l’édifice situé au 7355 avenue Christophe-Colomb est la propriété de la Ville de Montréal, abrite le Centre communautaire et est administré par la corporation du Patro Le Prévost.

## Mission
La Bibliothèque Le Prévost fait partie des Bibliothèques de Montréal, qui se décrivent comme étant passionnément engagées dans leurs quartiers. La mission des Bibliothèques de Montréal est d’offrir « à tous un accès à la lecture, à l’information, au savoir, à la culture et au loisir. » 
Les valeurs des Bibliothèques de Montréal sont l’accessibilité, l’innovation, le développement durable, la qualité et l’efficience, le souci de l’autre, la collaboration et la liberté intellectuelle.
Leurs priorités stratégiques sont les suivantes :
1. Renouveler l’expérience de la bibliothèque auprès des citoyens
2. Améliorer notre environnement numérique et technologique
3. Contribuer au développement d’une communauté inclusive et engagée
4. Viser la qualité, la performance et l’innovation dans nos pratiques[5].

## Collection
La Bibliothèque Le Prévost a 9 000 bandes dessinées ainsi que des ouvrages en espagnol .

## Architecture
La bibliothèque comporte une large fenestration, des verrières et des puits de lumière. On y retrouve notamment l'œuvre de Lyse Charland Favretti, composée de six puits de lumières en vitrail, datant de 1983. L'œuvre Envol d'oiseau fut créé à l'occasion de la construction de la bibliothèque, conformément à la Politique d'intégration des arts à l'architecture du Québec.

### Aménagement intérieur
La Bibliothèque Le Prévost est aménagée sur deux étages. Le premier étage, dédié aux adultes, offre une collection variée de romans, documentaires, bandes dessinées, DVD, CD, revues, patrons de couture, etc. Plusieurs postes informatiques et tables de travail sont mis à la disposition des citoyens.
Le deuxième étage constitue quant à elle une vaste section pour enfant. On y trouve des jeux de société, des jeux pour tout-petits, des romans, documentaires, bandes dessinées, DVD, revues ainsi que des vélos-pupitres.

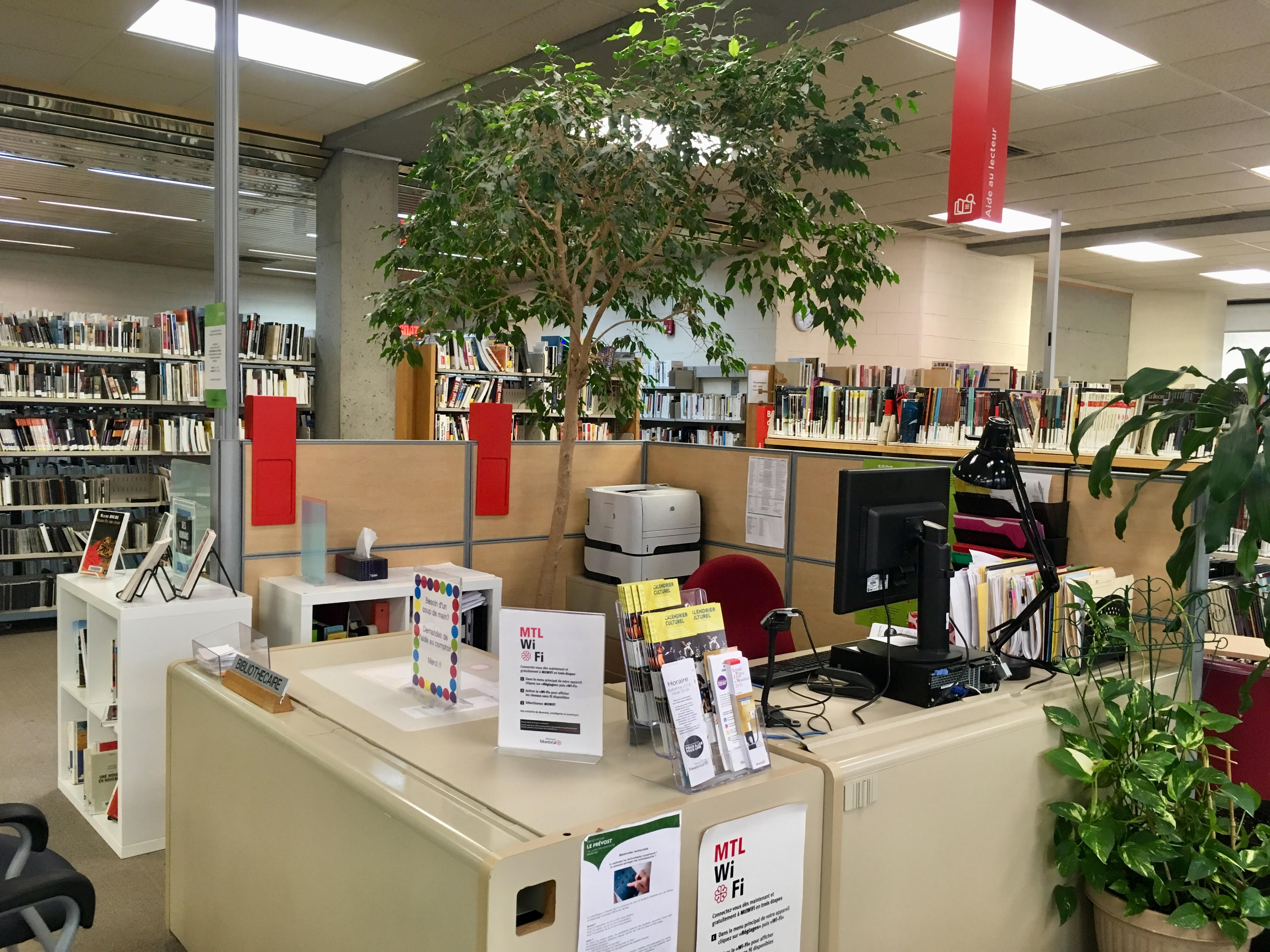

Sur ses deux étages, la bibliothèque est agrémentée d'une multitude de plantes vertes.